# 天主教榮教區
天主教榮教區（拉丁語：Dioecesis Vinhensis）是越南一個羅馬天主教教區。屬河內總教區，位於乂安省。
2018年有教友281,934人、93個堂區、126名司鐸，現任主教為阮有隆。其座堂是聖母升天座堂，位於乂安省。
1848年9月5日設南東京代牧區，1924年12月3日易名。1960年11月24日升為教區。